# Futro (film)
Futro – polsko-niemiecki komediodramat z 2007 roku w reżyserii Tomasza Drozdowicza o przyjęciu pierwszokomunijnym, które kończy się katastrofą. Zdjęcia kręcono w Warszawie (Grochów, Międzylesie, Ursus).

## Obsada
- Teresa Budzisz-Krzyżanowska – Irena Makowiecka
- Leszek Piskorz – Henryk Makowiecki, mąż Ireny
- Agnieszka Wosińska – Alicja Makowiecka, żona Roberta
- Witold Dębicki – Antoni Witkowski, ojciec Alicji i Anny
- Grzegorz Damięcki – Robert Makowiecki, syn Ireny i Henryka
- Roma Gąsiorowska – Olenka, gosposia w domu Makowieckich
- Dorota Segda – Grażyna Szymoniuk, córka Ireny i Henryka
- Janusz Chabior – Wiktor Szymoniuk, mąż Grażyny
- Michał Czernecki – Jarek Makowiecki, syn Ireny i Henryka
- Magdalena Boczarska – Ania Witkowska, siostra Alicji
- Halina Łabonarska – Halina Witkowska, matka Alicji i Anny
- Anna Romantowska – Teresa Frankowska
- Mieczysław Hryniewicz – Frankowski
- Dariusz Jakubowski – Dolny
- Karolina Gruszka – Joanna Panasiuk, katechetka Kuby
- Przemysław Konik – Kubuś Makowiecki, syn Alicji i Roberta
- Maciej Musiał – Konrad Makowiecki, brat Kubusia
- Aleksander Zelenay-Grabny – Grześ Szymoniuk, syn Grażyny i Wiktora
- Alicja Szlaska – Dominika Makowiecka, siostra Kubusia
- Henryk Talar – major Puszek, sąsiad Makowieckich
- Norbert Huelm – herr Fischer, szef Makowieckiego
- Kiera Bahl – frau Fischer
- Marek Włodarczyk – Andrzej Panasiuk, mąż katechetki
- Tomasz Kowalski – policjant